# Ánforas de cabezas de caballo

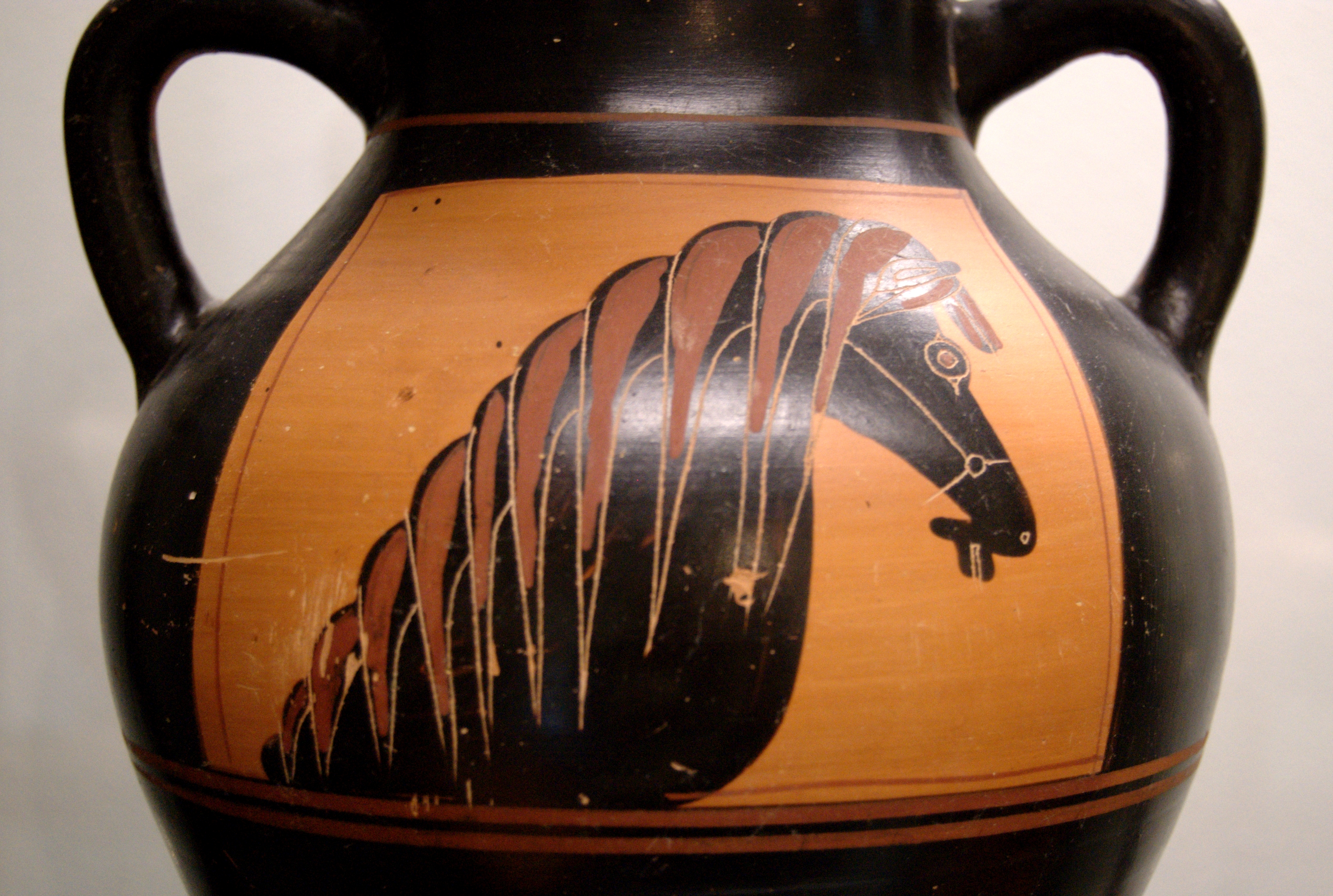
Ánfora de la cabeza de caballo en las Staatliche Antikensammlungen, Múnich, circa 550 a. C.

El Ánfora de cabeza de caballo es un tipo específico de ánfora, producida en Atenas a partir del año 600 a. C. aproximadamente. Se trata de recipientes con un vientre muy pronunciado, decorados con cabezas de caballo de figuras negras en ambas caras. En un solo caso, uno de los lados representa la cabeza de una mujer. A diferencia de las anteriores ánforas panzudas, los pintores no aplicaron un friso separado en el cuello. La decoración se pintó dentro de paneles rectangulares reservados; el resto del cuerpo se pintó de negro. Se conocen más de 100 ánforas de este tipo; fueron pintadas por diversos artistas, incluso de calidad mediocre. 
Las ánforas parecen haber tenido un significado o propósito específico, que sigue siendo esquivo para los estudiosos modernos. Algunos estudiosos han sugerido que eran vasos funerarios, pero no se ha encontrado ni un solo ejemplar en un contexto funerario. Si esta interpretación fuera correcta, los caballos podrían estar relacionados con Hades, o ser símbolos de Poseidón en un papel inusual como dios del inframundo. Otra posibilidad es que los vasos sirvieran como premios por victorias. Erika Simon propuso que serían las típicas dedicatorias votivas utilizadas por la nobleza ateniense, que también proporcionaba la caballería del estado. En ese caso, la cabeza de caballo sería un símbolo de posición social. Según John Beazley, los vasos formaron parte del repertorio de los pintores de vasos atenienses durante menos de medio siglo. No se detecta ninguna evolución estilística. Es posible que fueran precursores de las ánforas panatenaicas. El Pintor de la cabeza de caballo de Aquisgrán recibe su nombre por su costumbre de pintar ánforas con cabeza de caballo.